# A Cela
A Cela  (The Cell) é um filme americano e alemão de 2000, dos gêneros ficção científica, suspense psicológico e terror, dirigido por Tarsem Singh e estrelado por Jennifer Lopez, Vince Vaughn e Vincent D'Onofrio. Lopez vive Catherine Deane, terapeuta infantil que trabalha em um centro de pesquisa onde foi desenvolvida uma droga psicoativa. Esta droga produziria, nas palavras do próprio filme, uma "transferência sináptica", uma porta para que ela penetre na mente de seus pacientes. Deane é contratada pelo FBI quando capturam Carl Rudolph Stargher, um serial killer, que construiu A Cela, uma câmara para onde ele leva suas jovens e inocentes vítimas. Quando o FBI consegue capturar Stargher, ele sofre um violento ataque e entra em coma, sem dar nenhuma pista sobre a localização da Cela, onde ainda há uma jovem presa. O filme recebeu uma indicação para o Oscar de melhor maquiagem e penteados. Uma sequência diretamente em vídeo The Cell 2 foi lançada em 2009 e estrelada por Tessie Santiago.

## Sinopse
A psicóloga infantil Catherine Deane (Jennifer Lopez) é contratada para realizar um tratamento experimental de realidade virtual para pacientes em coma: um dispositivo "Sistema de Cartografia Neurológica e Sistema de Transferência Sináptica" gerenciado pelos médicos Henry West e Miriam Kent (Dylan Baker e Marianne Jean-Baptiste) para ela entrar em uma mente em coma e tentar persuadi-los a ter consciência. A tecnologia é financiada pelos pais de seu paciente, Edward Baines (Colton James), um garoto deixado em coma por uma infecção viral que causa uma forma incomum de esquizofrenia. Apesar da falta de progresso de Deane, West e Kent rejeitam a sugestão de Deane de reverter o feed para trazer Baines à sua mente, temendo as consequências de ele experimentar um mundo desconhecido.
O assassino em série Carl Rudolph Stargher (Vincent D'Onofrio) prende suas vítimas em uma cela na forma de um invólucro de vidro que se enche lentamente de água por meio de um temporizador automático e depois usa uma talha no porão para se suspender acima de seus corpos enquanto assistindo o vídeo gravado de suas mortes. Ele sucumbe à mesma doença esquizofrênica e entra em coma no momento em que o FBI o identifica, deixando-os sem pistas sobre o local de sua última vítima, Julia Hickson (Tara Subkoff). Após conhecer essa tecnologia experimental, o agente Peter Novak (Vince Vaughn) convence Deane a entrar na mente de Stargher e descobrir a localização de Hickson.
Deane entra no cenário sombrio dos sonhos da psique distorcida de Stargher, cheia de versões semelhantes a bonecas de suas vítimas. O lado inocente de Stargher se manifesta como jovem Stargher (Jake Thomas) e leva Deane através de suas memórias de abuso infantil que sofreu nas mãos de seu pai sádico (Gareth Williams). Deane nutre o jovem Stargher na esperança de obter a localização de Hickson, mas ela é frustrada por outra manifestação: Rei Stargher, uma idealização de seu lado assassino que domina a paisagem dos sonhos. Rei Stargher atormenta Deane até que ela esquece que o mundo não é real. Dr. West descobre isso enquanto monitora os sinais vitais de Deane. Ele adverte que o que acontece com Deane enquanto ela está integrada à paisagem mental de Stargher infligirá danos neurológicos ao seu corpo real. Novak se oferece para entrar na mente de Stargher para fazer Deane se lembrar de si mesma.
Dentro da mente de Stargher, Novak é capturado e sujeito à tortura do rei Stargher, enquanto Deane olha como o servo de Stargher. Novak lembra Deane de uma memória dolorosa para despertar sua consciência de que ela está na mente de Stargher. Deane se liberta do domínio de Stargher e esfaqueia o rei Stargher para libertar Novak. Durante a fuga, Novak vê uma versão do gabinete de vidro com as mesmas insígnias que a talha no porão de Stargher. A equipe de Novak descobre que, depois que o proprietário anterior do guincho faliu, o governo contratou Stargher para selar sua propriedade. Novak corre para a propriedade e encontra Hickson pisando na água no recinto e respirando através de um cano. Novak quebra a parede de vidro e resgata Hickson.
Deane, agora solidária com jovem Stargher, bloqueia seus colegas e inverte a alimentação do dispositivo para puxar a mente de Stargher para dentro dela. Ela apresenta um paraíso reconfortante para jovem Stargher, mas ele sabe que é apenas uma suspensão temporária do rei Stargher. Ele muda para um adulto Stargher para relatar uma história de infância de quando ele afogou um pássaro ferido como uma golpe de misericórdia para evitar sua tortura nas mãos de seu pai. Rei Stargher se intromete como um homem-cobra escamoso mas desta vez, Deane está no controle e ela o bate em uma polpa sangrenta antes de empalá-lo com uma espada. No entanto, jovem Stargher exibe os mesmos ferimentos que o rei Stargher, e matar qualquer manifestação mata Stargher. Adulto Stargher lembra a história do pássaro e implora que ela "salve" ele. Deane carrega jovem Stargher em uma piscina, colocando-o fora de sua miséria quando Stargher morre no mundo real.
No rescaldo, Deane e Novak se encontram fora da casa de Stargher. O FBI oficialmente excluiu a tecnologia da mente de suas investigações e Deane obteve aprovação para usar o feed reverso de Edward Baines. A cena final é de Baines caminhando para abraçar Deane dentro do paraíso da paisagem mental de Deane.

## Elenco
- Jennifer Lopez como Dr. Catherine Deane
- Vincent D'Onofrio como Carl Rudolph Stargher
- Vince Vaughn como Agente do FBI Peter Novak
- Jake Weber como Agente Especial do FBI Gordon Ramsey
- Dylan Baker como Henry West
- Marianne Jean-Baptiste como Dr. Miriam Kent
- Tara Subkoff como Julia Hickson
- Catherine Sutherland como Anne Marie Vicksey
- Colton James como Edward Baines
- Musetta Vander como Ella Baines
- Patrick Bauchau como Lucien Baines
- Jake Thomas como jovem Carl Rudolph Stargher
- James Gammon como Teddy Lee
- Dean Norris como Cole
- Lauri Johnson como Mrs. Hickson
- Pruitt Taylor Vince como Dr. Reid
- Kim Chizevsky-Nicholls como vítima de Stargher
- Gareth Williams como pai de Stargher
- Fernando Colunga como Dr Carlos Manuel

## Produção

### Influências artísticas
Algumas das cenas de The Cell são inspiradas em obras de arte. Uma cena em que um cavalo é dividido em seções por painéis de vidro caindo foi inspirada nas obras do artista britânico Damien Hirst. O filme também inclui cenas baseadas no trabalho de outros artistas do final do século XX, incluindo Odd Nerdrum, H. R. Giger e Brothers Quay. Tarsem—que começou sua carreira dirigindo vídeos de música tais como "Hold On" da En Vogue e "Losing My Religion" da R.E.M.—inspirou-se em tais imagens para sequências de sonho de Stargher. Em particular, ele foi influenciado por vídeos dirigidos por Mark Romanek, como "Closer" e "The Perfect Drug" da Nine Inch Nails, "Bedtime Story" de Madonna, e os muitos vídeos que Floria Sigismondi dirigiu para Marilyn Manson. De sua equipe de produção fez parte a dupla Eiko Ishioka e Michèle Burke, que ganharam os respectivos Oscars de figurino e maquiagem pelo filme Drácula de Bram Stoker, de Francis Ford Coppola. Durante uma cena, Jennifer Lopez adormece assistindo a um filme; o filme é Fantastic Planet. Outra cena notória é a de Jennifer Lopez vestida de Iemanjá, segundo Jennifer Lopez em entrevistas, o vestido foi, na verdade, desenhado como uma homenagem a deusa das águas no Brasil.
Na cena em que Catherine fala com Carl enquanto ele está "limpando" sua primeira vítima, o cenário lembra o vídeo musical "Losing My Religion" da R.E.M.. A cena em que Peter Novak entra pela primeira vez na mente de Carl Stargher e é confrontado por três mulheres de boca aberta para o céu é baseada na pintura Dawn, do pintor norueguês Odd Nerdrum. A cena em que Catherine Deane está perseguindo Carl através de uma entrada de pedra, logo antes dela entrar na sala com o cavalo, é baseada em uma pintura de H. R. Giger chamada "Schacht".
Um psiquiatra entrando nos sonhos de um paciente insano para tomar o controle dos sonhos e assim curar a mente do paciente (sendo essa uma tentativa muito arriscada, porque a insanidade pode prevalecer durante tal "terapia neuro-participativa") foi descrita no novela He Who Shapes (1965) de Roger Zelazny, mas o filme Dreamscape (1984), posteriormente desenvolvido a partir da ideia básica de Zelazny, tinha um enredo completamente diferente.

## Premiações
| Prêmio                           | Categoria                                     | Nomeados | Resultado |
| -------------------------------- | --------------------------------------------- | --- | --------- |
| Academy Awards                   | Melhor Maquiagem                              | Michèle Burke e Edouard F. Henriques | Indicado  |
| Art Directors Guild              | Período ou filme de fantasia                  | Tom Foden (designer de produção), Geoff Hubbard (diretor de arte), Michael Manson (diretor de arte), Guy Hendrix Dyas (assistente do diretor de arte) | Indicado  |
| Blockbuster Entertainment Awards | Atriz favorita - Ficção científica            | Jennifer Lopez | Venceu    |
| Blockbuster Entertainment Awards | Ator favorito - Ficção científica             | Vince Vaughn | Indicado  |
| Blockbuster Entertainment Awards | Ator coadjuvante favorito - Ficção científica | Vincent D'Onofrio | Indicado  |
| MTV Movie Awards                 | Melhor Performance Feminina                   | Jennifer Lopez | Indicado  |
| MTV Movie Awards                 | Melhor Vilão                                  | Vincent D'Onofrio | Indicado  |
| MTV Movie Awards                 | Melhor vestido                                | Jennifer Lopez | Venceu    |
| Saturn Awards                    | Melhor Filme de Ficção Científica             | The Cell | Indicado  |
| Saturn Awards                    | Melhor atriz                                  | Jennifer Lopez | Indicado  |
| Saturn Awards                    | Melhor Maquiagem                              | Michèle Burke and Edouard F. Henriques | Indicado  |
| Saturn Awards                    | Melhor Figurino                               | Eiko Ishioka | Indicado  |
| World Stunt Awards               | Best High Work                                | Jill Brown | Venceu    |

## Sequência
Uma sequência foi lançada diretamente em DVD em 16 de junho de 2009. A história é centrada em The Cusp, um serial killer que mata suas vítimas, e depois as traz de volta à vida, repetidas vezes, até que imploram para morrer. Maya (Tessie Santiago) é uma investigadora psíquica e vítima sobrevivente de The Cusp, cujas habilidades se desenvolveram após passar um ano em coma. Maya deve usar seus poderes para viajar para a mente do assassino desprotegido, a fim de salvar sua última vítima.